# Martes foina foina
Martes foina foina es una subespecie de  mamíferos carnívoros  de la familia Mustelidae,  subfamilia Mustelinae.

## Distribución geográfica
Se encuentra en Europa y el suroeste de Asia.